# Jason Kubler
Jason Murray Kubler (Brisbane, 19 maggio 1993) è un tennista australiano.
Vittima durante la carriera di frequenti infortuni al ginocchio, ha vinto il torneo di doppio agli Australian Open 2023 in coppia con Rinky Hijikata. Sempre in doppio ha disputato altre due finali ATP e ha raggiunto il 27º posto del ranking nel maggio 2023.
In singolare vanta diversi titoli nei tornei minori e ha disputato una semifinale nel circuito ATP; il suo miglior risultato in singolare nelle prove del Grande Slam è stato il quarto turno raggiunto al torneo di Wimbledon 2022 e il miglior ranking ATP è stato il 63º posto nell'aprile 2023.
Nel 2022 ha esordito nella squadra australiana di Coppa Davis, che in quella stessa edizione ha perso la finale contro il Canada. Tra gli juniores è stato nº 1 della classifica mondiale e ha vinto con l'Australia la Coppa Davis Junior nel 2009.

## Carriera

### Juniores
Gioca nell'ITF Junior Circuit tra il 2007 e il 2011, conquistando in totale sei titoli, tutti in singolare, tra cui il prestigioso Grade A di Osaka, e ha vinto inoltre la Coppa Davis di categoria. Il suo anno migliore è il 2009, anche se deve rinunciare ai tornei del Roland Garros e Wimbledon e vince i primi due tornei stagionali a luglio e agosto. Per il successivo impegno di ottobre fa parte del team australiano che vince la Coppa Davis Junior insieme a Luke Saville e Joey Swaysland, contribuisce al trionfo vincendo tutti gli incontri disputati sia in singolare che in doppio. Vince anche i tre tornei successivi, tra cui il Grade A di Osaka, torneo nel quale raggiunge la semifinale in doppio.
Raggiunge la semifinale in doppio anche agli Australian Open 2010, e sempre in doppio si ferma ai quarti di finale al successivo Roland Garros, risultato con cui il 31 maggio sale in vetta al ranking mondiale juniores combinato di singolare/doppio. Dopo le deludenti prestazioni fornite ai tornei di Wimbledon e degli US Open di quell'anno, resta fuori dal circuito fino al giugno dell'anno successivo. Gioca l'ultimo torneo da juniores a Wimbledon, si spinge fino alle semifinali e perde contro Liam Broady.

### 2008-2013, inizi da professionista e primi titoli ITF
Fa il suo esordio tra i professionisti nel 2008 in un torneo australiano del circuito ITF. Fa alcune altre rare apparizioni senza mai vincere alcun incontro e gli viene assegnata una wild-card per il tabellone principale degli Australian Open 2010, dove esce di scena al primo turno. A maggio viene sconfitto nella sua prima finale ITF e vince il primo titolo nel novembre 2011 sconfiggendo nella finale dell'USA F28 Yoshihito Nishioka per 6-3, 6-2. Si ripete la settimana successiva vincendo anche il torneo USA F29. Afflitto da problemi a un ginocchio che già da adolescente lo avevano costretto a diversi interventi chirurgici, dal 2012 al 2015 gioca esclusivamente sulla terra battuta. Dopo essersi aggiudicato 5 titoli ITF in singolare, vince il primo torneo di doppio nell'ottobre 2013 all'ITF Spain F35.

### 2014-2017, primi titoli Challenger, due operazioni al ginocchio e crollo nel ranking

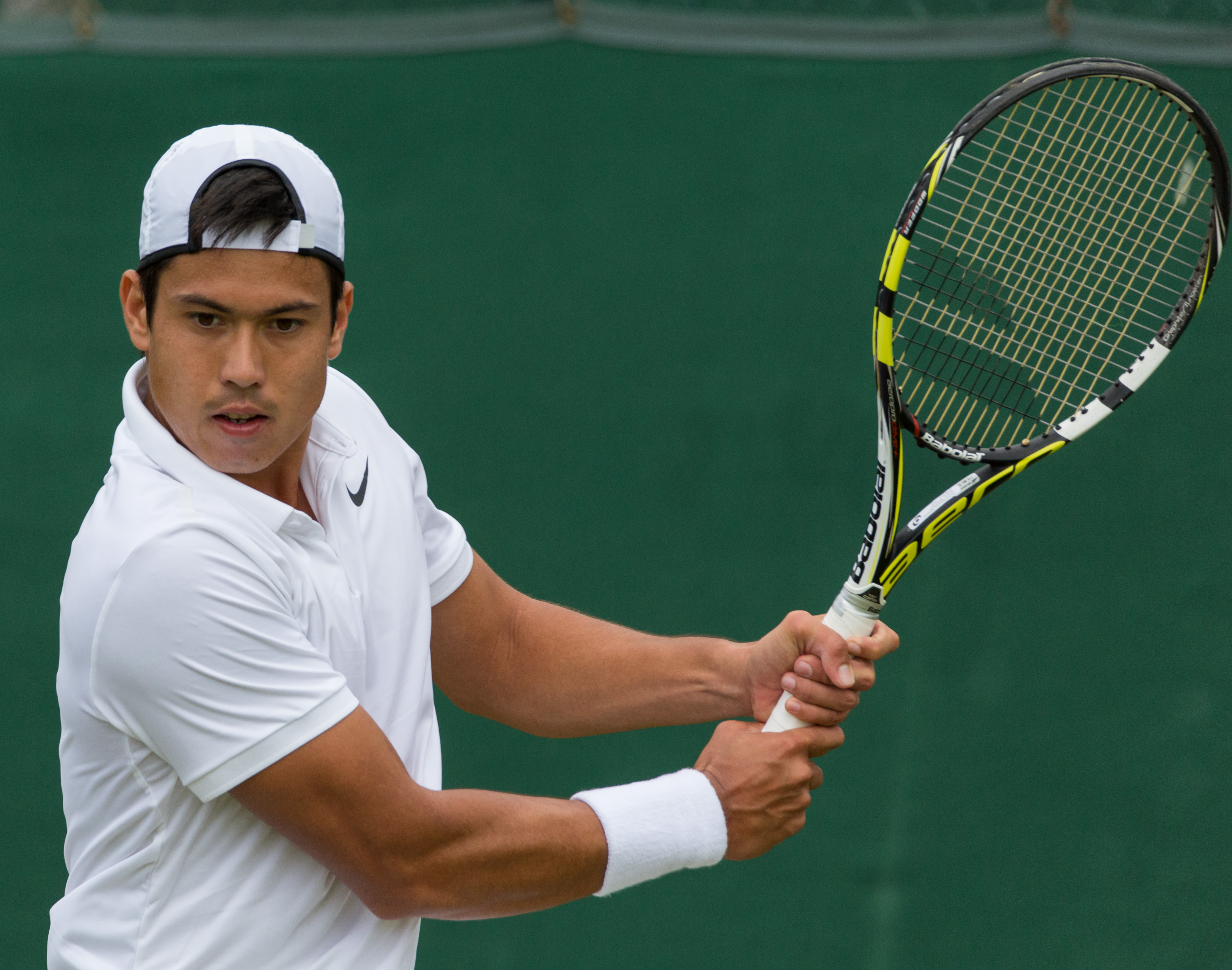
Kubler a Wimbledon nel 2015

Nel maggio 2014 supera per la prima volta le qualificazioni nel circuito maggiore al Düsseldorf Open, vince anche l'incontro di primo turno battendo Alessandro Giannessi e viene eliminato subito dopo. Aveva nel frattempo debuttato nel circuito Challenger nel luglio 2012 e nel settembre 2014 vince il primo torneo in questa categoria battendo 6-4, 6-1 Radu Albot nella finale del Sibiu Open. Quella stagione perde un'altra finale al Lima Challenger, vince tre titoli ITF e a novembre raggiunge la 136ª posizione del ranking. Nel 2015 non ripete i buoni risultati dell'anno prima, a settembre si opera nuovamente al ginocchio e crolla nel ranking. Torna a giocare nel gennaio 2016, dopo alcuni tornei si fa male di nuovo e deve sottoporsi alla sesta operazione al ginocchio, che lo tiene lontano dai campi per un anno intero e quando rientra nel marzo 2017 si ritrova fuori dal ranking. Verso fine anno perde le finali di due tornei ITF e si aggiudica il suo secondo titolo Challenger a Traralgon battendo in finale Alex Bolt al tie-break del set decisivo.

### 2018, due titoli Challenger e top 100 del ranking in singolare
Nel 2018 gioca soprattutto nel circuito Challenger e già a gennaio vince il titolo sul cemento di Playford battendo in finale Brayden Schnur. A Playford disputa inoltre la sua prima finale Challenger in doppio, e in coppia con Maverick Banes viene sconfitto da Mackenzie McDonald / Tommy Paul. Al primo turno dei successivi Australian Open strappa un set al nº 11 del mondo Pablo Carreño Busta. Nel corso della stagione supera le qualificazioni a Wimbledon, dove esce al primo turno, gioca altre due finali nei Challenger e vince quella di Winnipeg contro Lucas Miedler. Tra le vittorie più significative di quest'anno, quella al primo turno degli US Open contro il nº 22 del mondo Roberto Bautista Agut, mentre si ritira durante il match del turno successivo. Consegue altri buoni risultati nei Challenger, ad agosto entra per la prima volta nella top 100 del ranking, in ottobre sale alla 91ª posizione e chiude il 2018 alla 113ª.

### 2019-2021, nuovi problemi fisici e nuovo crollo nel ranking
A inizio 2019 si infortuna nuovamente al ginocchio, continua però a giocare e dopo gli Australian Open è costretto a un nuovo periodo di riposo per oltre tre mesi. Rientra in aprile e il primo risultato significativo è la finale raggiunta in luglio al Challenger di Winnetka, persa contro Bradley Klahn. Subito dopo vince contro Enzo Couacaud la finale al Challenger de Gatineau; sarà l'ultimo impegno stagionale, durante la preparazione agli US Open si infortuna a un polso e deve di nuovo osservare un lungo periodo di convalescenza. Rientra nel gennaio 2020 e a inizio febbraio perde la semifinale al Burnie International. Dopo la lunga pausa del tennis mondiale dovuta al COVID-19 non si ripresenta a giocare, chiude la stagione in marzo e a fine anno si trova alla 259ª posizione del ranking. Fa il suo nuovo ritorno nel gennaio 2021 al Murray River Open di Melbourne e al primo turno sconfigge il nº 34 del mondo Lorenzo Sonego, nella sua prima vittoria nel circuito maggiore dopo quella al primo turno degli US Open 2018. Dopo gli Australian Open resta fuori altri quattro mesi e a giugno vince un torneo ITF. A luglio esce dalla top 300 e inizia subito a risalire raggiungendo due finali Challenger, perde la prima a Nur-Sultan e vince la seconda contro Alejandro Tabilo a Lexington. Chiude la stagione al 206º posto del ranking.

### 2022, finale in doppio misto agli Australian Open, prima semifinale ATP in singolare, due finali ATP in doppio e finale di Coppa Davis

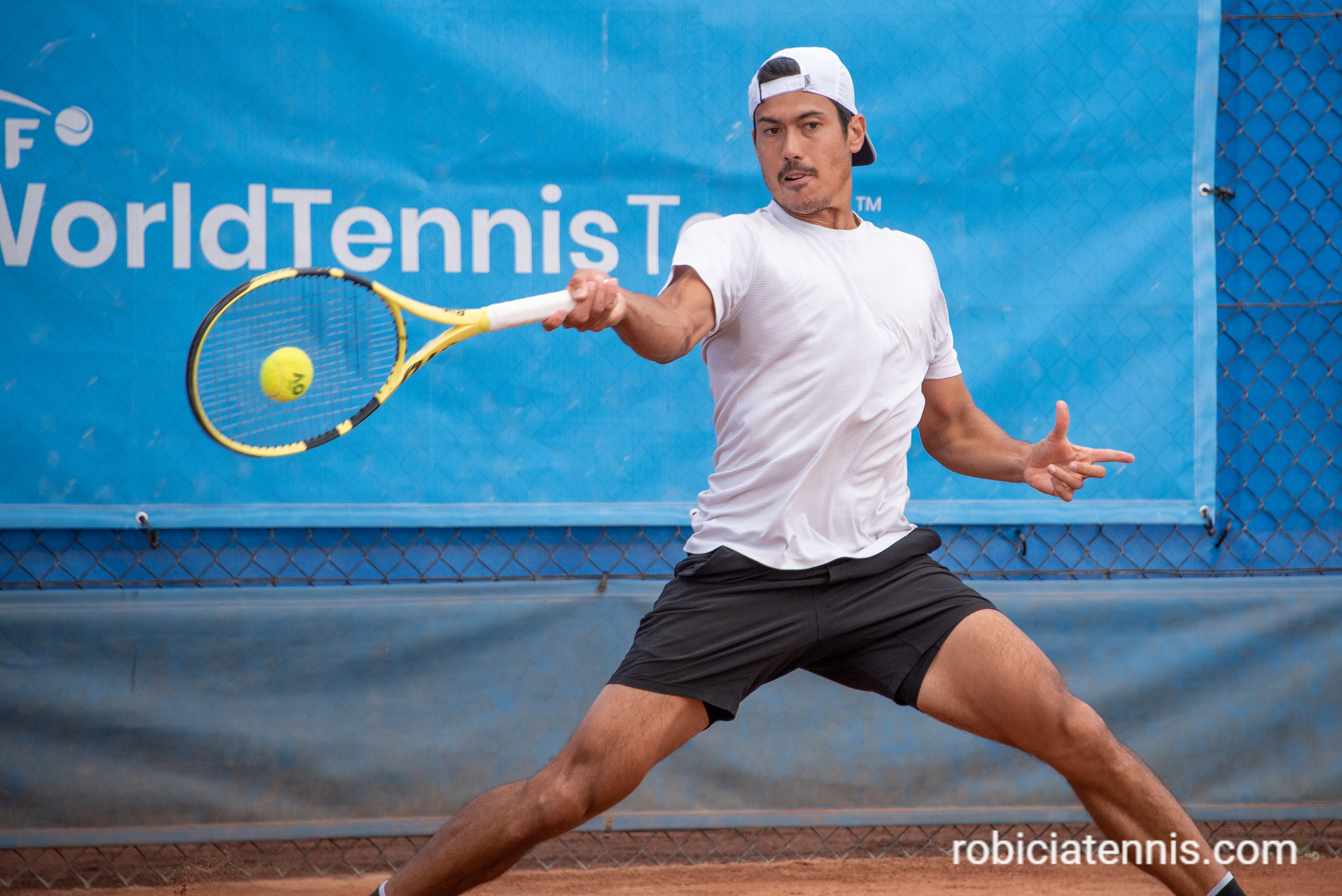
Kubler nel marzo 2022

Nel 2022, assieme alla connazionale Jaimee Fourlis, raggiunge la sua prima finale Slam nel torneo di doppio misto agli Australian Open: nell'ultimo atto cedono alla coppia nº 5 del seeding Dodig / Mladenovic in due set. Nella prima parte della stagione vince due titoli ITF e disputa una semifinale nei Challenger. A fine maggio supera le qualificazioni e raggiunge per la prima volta il secondo turno al Roland Garros, e la settimana dopo vince il titolo al Little Rock Challenger. Raggiunge subito la finale anche al successivo Orlando Open, e problemi di stomaco lo costringono al ritiro quando perdeva 3-1 nel set decisivo; a fine torneo rientra nella top 100, in 100ª posizione, la migliore dall'ottobre 2018. Supera le qualificazioni a Wimbledon, dove per la prima volta raggiunge il secondo turno grazie al successo sul nº 33 del mondo Daniel Evans, al quale concede solo 8 giochi, elimina poi Dennis Novak e accede per la prima volta al terzo turno in uno Slam. Prosegue il torneo battendo al quinto set Jack Sock ed esce al quarto turno per mano di Taylor Fritz. Non beneficia dei punti del ranking, che ATP e WTA non hanno assegnato per questa edizione di Wimbledon a seguito della decisione degli organizzatori di escludere dal torneo i tennisti russi e bielorussi a causa dell'invasione russa dell'Ucraina del 2022 Si consola con le 190.000 sterline di montepremi, la somma più alta da lui mai guadagnata in un singolo torneo.
Sull'erba di Newport raggiunge la prima semifinale ATP in carriera, dopo il successo al primo turno contro Jordan Thompson, elimina in tre set il nº 9 del mondo Félix Auger-Aliassime, primo top 10 battuto in carriera, nei quarti ha la meglio su James Duckworth e raccoglie solo 5 giochi contro Aleksandr Bublik. La prima finale ATP arriva invece in doppio due settimane più tardi ad Atlanta, dove in coppia con lo specialista John Peers viene sconfitto da Thanasi Kokkinakis / Nick Kyrgios. Continua a giocare nei tornei ATP e viene eliminato dopo aver vinto il primo incontro a Los Cabos, a Winston-Salem e agli US Open. A settembre debutta con una vittoria su Zizou Bergs nella squadra australiana di Coppa Davis in occasione delle fasi finali e perde poi contro Richard Gasquet. L'Australia accede alla fase a eliminazione diretta – nella quale Kubler non verrà impiegato – e perderà la finale contro il Canada. A fine mese raggiunge la finale in doppio anche al torneo ATP di San Diego, questa volta con Luke Saville, e vengono sconfitti in due set da Jackson Withrow / Nathaniel Lammons; con questo risultato porta il best ranking di doppio alla 152ª posizione.

### 2023, trionfo agli Australian Open e 23º nel ranking di doppio, 63º in singolare e infortunio al ginocchio
Apre la stagione alla United Cup, vince entrambi i singolari ma l'Australia viene eliminata finendo seconda nel girone. Vince il primo titolo in doppio maschile nel circuito maggiore con il trionfo agli Australian Open in coppia con Rinky Hijikata, nel corso del torneo eliminano le quotate coppie Lloyd Glasspool / Harri Heliövaara, Wesley Koolhof / Neal Skupski e in semifinale Marcel Granollers / Horacio Zeballos e si aggiudicano il titolo sconfiggendo in finale Hugo Nys / Jan Zieliński per 6-4, 7-6, risultato con cui sale alla 29ª posizione mondiale. Nel torneo di singolare raggiunge per la prima volta il secondo turno. A marzo riprende a salire nel ranking di singolare con il terzo turno raggiunto a Indian Wells, dove sconfigge Lorenzo Sonego, approfitta del ritiro di Grigor Dimitrov e viene eliminato da Frances Tiafoe. Si spinge fino ai quarti all'ATP di Houston e al secondo turno all'ATP 500 di Barcellona, dopo il quale porta il best ranking al 63º posto mondiale.
A maggio vince il torneo di doppio al Challenger 175 di Aix-en-Provence in coppia con John Peers. Ai successivi Internazionali d'Italia raggiunge i quarti in doppio con Alex de Minaur – risultato con cui porta il best ranking al 27º posto mondiale – e il secondo turno in singolare. A giugno si aggiudica il Challenger 125 di Ilkley con il successo in finale su Sebastian Ofner. A Wimbledon elimina il nº 39 ATP Ugo Humbert e cede al secondo turno a Nicolas Jarry. Non consegue risultati di rilievo nei tornei successivi. Si infortuna a un ginocchio durante il match di primo turno agli US Open. A novembre esce dalla top 100 di singolare, rientra nel circuito quello stesso mese per partecipare alle ATP Finals con Hijikata e perdono i tre incontri disputati nel round robin.

### 2024-2025, operazione al ginocchio e rientro
A inizio 2024 gioca senza successo al Brisbane International e agli Australian Open, dopo i quali esce dalla top 100 anche in doppio. L'infortunio al ginocchio agli US Open 2023 non è guarito e l'aver continuato a giocare ha peggiorato la situazione, si deve sottoporre a una nuova operazione e a un lungo periodo di convalescenza. Riprende a giocare all'inizio del 2025, gioca tre tornei del circuito maggiore e si mette in luce solo in doppio al Brisbane International raggiungendo assieme a Rinky Hijikata la semifinale, a cui danno forfait. In singolare perde quindi la finale al Challenger del Queensland International II contro Adam Walton e vince due tornei ITF. Ad aprile vince un titolo Challenger dopo quasi tre anni al Gwangju Open, con il successo in finale sul russo Alibek Kachmazov al terzo set.

## Statistiche
Aggiornate al 3 marzo 2025.

### Doppio

#### Vittorie (1)
| Legenda              |
| Grande Slam (1)      |
| ATP Finals (0)       |
| ATP Masters 1000 (0) |
| ATP Tour 500 (0)     |
| ATP Tour 250 (0)     |

| N. | Data            | Torneo                     | Superficie | Compagno       | Avversari in finale    | Punteggio   |
| 1. | 28 gennaio 2023 | Australian Open, Melbourne | Cemento    | Rinky Hijikata | Hugo Nys Jan Zieliński | 6-4, 7-6(4) |

#### Finali perse (2)
| Legenda singolare    |
| Grande Slam (0)      |
| ATP Finals (0)       |
| ATP Masters 1000 (0) |
| ATP Tour 500 (0)     |
| ATP Tour 250 (2)     |

| N. | Data              | Torneo                    | Superficie | Compagno     | Avversari in finale               | Punteggio   |
| 1. | 31 luglio 2022    | Atlanta Open, Atlanta     | Cemento    | John Peers   | Thanasi Kokkinakis Nick Kyrgios   | 6(4)-7, 5-7 |
| 2. | 25 settembre 2022 | San Diego Open, San Diego | Cemento    | Luke Saville | Jackson Withrow Nathaniel Lammons | 6(5)-7, 2-6 |

#### Tornei minori

##### Singolare

###### Vittorie (23)
| Legenda        |
| Challenger (8) |
| ITF (15)       |

| N.  | Data             | Torneo                                          | Superficie  | Avversario in finale | Punteggio             |
| 1.  | 30 ottobre 2011  | USA F28, Birmingham                             | Terra rossa | Yoshihito Nishioka   | 6-3, 6-2              |
| 2.  | 6 novembre 2011  | USA F29, Niceville                              | Terra rossa | Roman Vogeli         | 6-2, 6-4              |
| 3.  | 5 febbraio 2012  | USA F4, Palm Coast                              | Terra rossa | Rhyne Williams       | 6-2, 6-3              |
| 4.  | 1º aprile 2012   | Australia F4, Bundaberg                         | Terra rossa | John Millman         | 6-4, 1-6, 6-1         |
| 5.  | 20 aprile 2013   | Italy F4, Padova                                | Terra rossa | Jordi Samper-Montaña | 6-1, 6-4              |
| 6.  | 2 novembre 2013  | Spain F37, Madrid                               | Terra rossa | Jean-Marc Werner     | 7-6(5), 6-0           |
| 7.  | 15 dicembre 2013 | Egypt F36, Sharm El Sheikh                      | Terra rossa | Sherif Sabri         | 7-5, 6-3              |
| 8.  | 9 febbraio 2014  | Spain F1, Paguera                               | Terra rossa | Peter Heller         | 6-4, 6-4              |
| 9.  | giugno 2014      | Netherlands F3, Breda                           | Terra rossa | Kimmer Coppejans     | 6-3, 6(6)-7, 6-3      |
| 10. | luglio 2014      | Italy F24, Fano                                 | Terra rossa | Daniele Giorgini     | 6-1, 5-7, 6-3         |
| 11. | settembre 2014   | Sibiu Open, Sibiu                               | Terra rossa | Radu Albot           | 6-4, 6-1              |
| 12. | ottobre 2017     | Traralgon Challenger, Traralgon                 | Cemento     | Alex Bolt            | 2-6, 7-6(6), 7-6(3)   |
| 13. | gennaio 2018     | City of Playford Tennis International, Playford | Cemento     | Brayden Schnur       | 6-4, 6-2              |
| 14. | luglio 2018      | Winnipeg Challenger, Winnipeg                   | Cemento     | Lucas Miedler        | 6-1, 6-1              |
| 15. | luglio 2019      | Challenger de Gatineau, Gatineau                | Cemento     | Enzo Couacaud        | 6-4, 6-4              |
| 16. | 27 giugno 2021   | M15 Champaign, Champaign                        | Cemento     | Gabriel Diallo       | 6-2, 6-1              |
| 17. | 1º agosto 2021   | Lexington Challenger, Lexington                 | Cemento     | Alejandro Tabilo     | 7-5, 6(2)-7, 7-5      |
| 18. | 27 marzo 2022    | M25 Canberra, Canberra                          | Terra rossa | Tristan Schoolkate   | 7-6(3), 6-1           |
| 19. | 3 aprile 2022    | M25 Canberra, Canberra                          | Terra rossa | Omar Jasika          | 1-6, 6-3, 7-6(4)      |
| 20. | 5 giugno 2022    | Little Rock Challenger, Little Rock             | Cemento     | Wu Yibing            | 6-0, 6-2              |
| 21. | 24 giugno 2023   | Ilkley Trophy, Ilkley                           | Erba        | Sebastian Ofner      | 6-4, 6-4              |
| 22. | 23 febbraio 2025 | M25 Burnie, Burnie                              | Cemento     | Omar Jasika          | 7–6(3), 2–6, 6-3, 6-2 |
| 23. | 2 marzo 2025     | M25 Launceston, Launceston                      | Cemento     | Cruz Hewitt          | 6–2, 6–4              |
| 24. | 27 aprile 2025   | Gwangju Open, Gwangju                           | Cemento     | Alibek Kachmazov     | 7-5, 6(7)-7, 6-3      |

#### Doppio

##### Vittorie (6)
| Legenda        |
| Challenger (1) |
| ITF (5)        |

| N. | Data             | Torneo                              | Superficie  | Compagno         | Avversario in finale                 | Punteggio           |
| 1. | 19 ottobre 2013  | Spain F35, El Prat de Llobregat     | Terra rossa | Pol Toledo Bagué | Jordi Muñoz Abreu Mark Vervoort      | 6-2, 4-6, [10-6]    |
| 2. | 7 dicembre 2013  | Egypt F35, Sharm El Sheikh          | Terra rossa | Jean-Marc Werner | Dmytro Badanov Yan Sabanin           | 7-6(2), 7-6(6)      |
| 3. | 15 febbraio 2014 | Spain F2, Paguera                   | Terra rossa | Pol Toledo Bagué | Oriol Roca Batalla Jean-Marc Werner  | 6-1, 6-3            |
| 4. | 8 marzo 2014     | Spain F5, Reus                      | Terra rossa | Pol Toledo Bagué | Ivan Gómez Mantilla Gonçalo Oliveira | 6-4, 6-1            |
| 5. | 27 maggio 2017   | Italy F14, Frascati                 | Terra rossa | Alex Bolt        | Federico Maccari Andrea Vavassori    | 6-1, 7-6(6)         |
| 6. | 7 maggio 2023    | Open du Pays d'Aix, Aix-en-Provence | Terra rossa | John Peers       | Nuno Borges Francisco Cabral         | 6(5)-7, 6-4, [10-7] |

## Risultati in progressione
Aggiornati al marzo 2025.

### Singolare
| V | F | SF | QF | #T | RR | Q# | A | Z# | PO | O | F-A | SF-B | ND |

(V) Torneo vinto; raggiunto (F) finale, (SF) semifinale, (QF) quarti di finale, (#T) turni 4, 3, 2, 1; (RR) round - robin; (Q#) Turno di qualificazione; (A) assente dal torneo; (Z#) Zona gruppo Coppa Davis/Fed Cup (con indicazione numero); (PO) play-off Coppa Davis o Fed Cup; vinto un (O) oro, (F-A) argento o (SF-B) bronzo ai Giochi Olimpici; (ND) torneo non disputato.
| Torneo                             | 2010 | 2011 | 2012 | 2013 | 2014 | 2015 | 2016 | 2017 | 2018 | 2019 | 2020 | 2021 | 2022 | 2023 | 2024 | 2025 | V-S  |
| Grande Slam                        |      |      |      |      |      |      |      |      |      |      |      |      |      |      |      |      |      |
| Australian Open                    | 1T   | A    | A    | A    | A    | A    | A    | A    | 1T   | 1T   | Q1   | Q2   | Q2   | 2T   | 1T   | Q1   | 1–5  |
| Roland Garros                      | A    | A    | A    | A    | A    | Q1   | A    | A    | Q1   | Q2   | A    | A    | 2T   | 2T   | A    |      | 2–2  |
| Wimbledon                          | A    | A    | A    | A    | A    | Q2   | A    | A    | 1T   | Q3   | ND   | A    | 4T   | 2T   | A    |      | 4–3  |
| US Open                            | A    | A    | A    | A    | A    | Q1   | A    | A    | 2T   | A    | A    | A    | 2T   | 1T   | A    |      | 2–3  |
| Vittorie-Sconfitte                 | 0–1  | 0–0  | 0–0  | 0–0  | 0–0  | 0–0  | 0–0  | 0–0  | 1–3  | 0–1  | 0–0  | 0–0  | 5–3  | 3–4  | 0–1  | 0–0  | 9–13 |
| Competizioni per squadre nazionali |      |      |      |      |      |      |      |      |      |      |      |      |      |      |      |      |      |
| Coppa Davis                        | A    | A    | A    | A    | A    | A    | A    | A    | A    | A    | A    | A    | F    | A    | A    |      | 1–1  |
| Vittorie-Sconfitte                 | 0–0  | 0–0  | 0–0  | 0–0  | 0–0  | 0–0  | 0–0  | 0–0  | 0–0  | 0–0  | 0–0  | 0–0  | 1–1  | 0–0  | 0–0  |      | 1–1  |

### Doppio
| Torneo             | 2010 | 2011 | 2012 | 2013 | 2014 | 2015 | 2016 | 2017 | 2018 | 2019 | 2020 | 2021 | 2022 | 2023 | 2024 | 2025 | V–S  |
| Tornei Grande Slam |      |      |      |      |      |      |      |      |      |      |      |      |      |      |      |      |      |
| Australian Open    | 1T   | A    | A    | A    | A    | A    | A    | A    | A    | A    | A    | A    | 3T   | V    | 2T   | 1T   | 9-3  |
| Roland Garros      | A    | A    | A    | A    | A    | A    | A    | A    | A    | A    | A    | A    | A    | 1T   | A    |      | 0-1  |
| Wimbledon          | A    | A    | A    | A    | A    | A    | A    | A    | A    | A    | ND   | A    | A    | 2T   | A    |      | 1-1  |
| US Open            | A    | A    | A    | A    | A    | A    | A    | A    | A    | A    | A    | A    | A    | A    | A    |      | 0-0  |
| Vittorie-Sconfitte | 0-1  | 0-0  | 0-0  | 0-0  | 0-0  | 0-0  | 0-0  | 0-0  | 0-0  | 0-0  | 0-0  | 0-0  | 2-0  | 7-2  | 1-1  | 0-1  | 10-5 |

### Doppio misto
| Tornei Grande Slam |     |     |     |     |     |     |
| Australian Open    | 1T  | A   | A   | F   | QF  | 6-3 |
| Roland Garros      | A   | ND  | A   | A   | A   | 0-0 |
| Wimbledon          | A   | ND  | A   | A   | 1T  | 0-1 |
| US Open            | A   | ND  | A   | A   | A   | 0-0 |
| Vittorie-Sconfitte | 0-1 | 0-0 | 0-0 | 4-1 | 2-2 | 6-4 |

## Vittorie contro giocatori top 10
| Stagione | 2022 | Totale |
| Vittorie | 1    | 1      |

| #    | Giocatore             | Rank | Torneo                | Superficie | Turno | Punteggio        |
| ---- | --------------------- | ---- | --------------------- | ---------- | ----- | ---------------- |
| 2022 |                       |      |                       |            |       |                  |
| 1.   | Félix Auger-Aliassime | 9    | Hall of Fame, Newport | Erba       | 2T    | 4-6, 6-3, 7-6(4) |